# 2º Reggimento carabinieri
Il 2º Reggimento carabinieri  è stato un reggimento dell'Arma dei Carabinieri, con sede a "Roma" con alle sue dipendenze i Battaglioni carabinieri V, VI, VIII e IX.

## Storia

### Origini
Le origini del Reparto risalgono al 2 maggio del 1920 quando, con Decreto del Ministro della Guerra Ivanoe Bonomi, tra i 18 Battaglioni Mobili costituiti per il concorso ai servizi di ordine e sicurezza pubblica, tre furono denominati “Battaglione Mobile Carabinieri Roma 1”,” Roma 2” e “Roma 3”, poi soppressi nel 1923.

### Nella Repubblica
Allor quando il Comando generale dell’Arma costituì 4 reggimenti, il 1º aprile 1963 venne costituito il 2º Reggimento Carabinieri, con sede a Roma, e funzioni di comando su quattro battaglioni: V Battaglione Carabinieri "Emilia Romagna", con sede a Bologna, VI Battaglione Carabinieri "Toscana", con sede a Firenze, VIII Battaglione "Lazio" con sede a Roma, IX Battaglione Carabinieri "Sardegna" con sede a Cagliari.

Il reggimento dipendeva dalla 11ª Brigata Meccanizzata Carabinieri.
Con circolare n. 310/151 del 6 agosto 1977 lo Stato Maggiore dell'Esercito dispose, a partire dal 1º settembre dello stesso anno, lo scioglimento del 2º Reggimento con il passaggio dei battaglioni alle dirette dipendenze d'impiego e addestrative della brigata.
All’8º Battaglione carabinieri "Lazio" nel 1977 venne assegnata la Bandiera di Guerra del disciolto 2º Reggimento.
A seguito del cambio di denominazione del 2º Raggruppamento Carabinieri di Roma, il 1º marzo del 1995 viene ricostituito il 2º Reggimento Carabinieri di Roma, che riassume in consegna la Bandiera di Guerra a suo tempo ceduta all’8º Battaglione.
Nel 2001 con la riorganizzazione dovuta all'elevazione dell'Arma a forza armata, viene soppresso.